# Patrick Bauchau
Patrick Bauchau (født 6. december 1938 i Bruxelles, Belgien) er en belgisk skuespiller. Han er sikkert bedst kendt som Scarpine i James Bond filmen A View to a Kill fra (1985).